# Euphorbia thinophila
Euphorbia thinophila là một loài thực vật có hoa trong họ Đại kích. Loài này được Phil. mô tả khoa học đầu tiên năm 1873.

## Hình ảnh

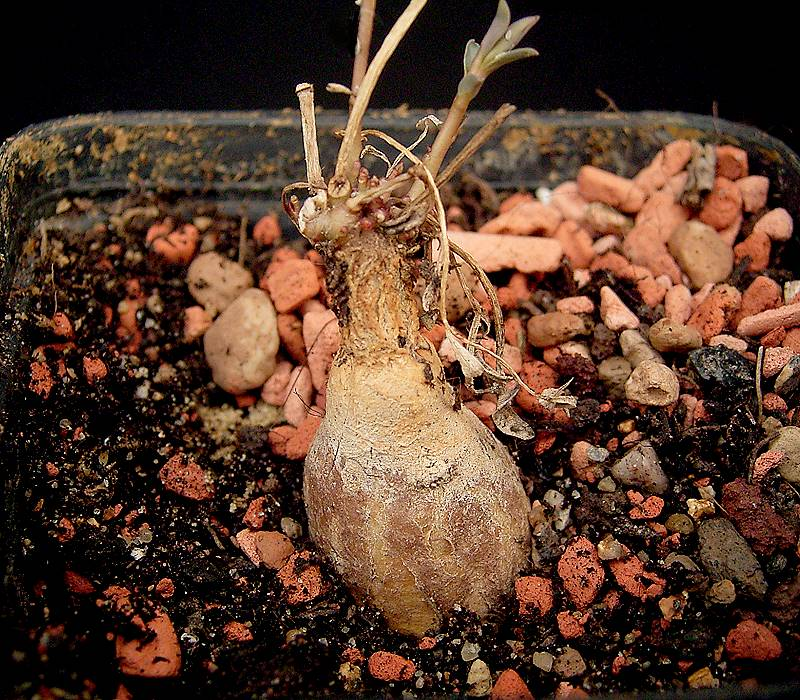